# Kanton Blanzac-Porcheresse
Der Kanton Blanzac-Porcheresse war bis 2015 ein französischer Wahlkreis im Département Charente und in der damaligen Region Poitou-Charentes. Er umfasste 17 Gemeinden im Arrondissement Angoulême; sein Hauptort (frz.: chef-lieu) war Blanzac-Porcheresse. Die landesweiten Änderungen in der Zusammensetzung der Kantone brachten im März 2015 seine Auflösung. Vertreter im conseil général des Départements war zuletzt für die Jahre 2001–2015 François Lucas.

## Gemeinden
| Gemeinde            | Einwohner Jahr | Fläche km² | Bevölkerungsdichte | Postleitzahl | Code INSEE |
| ------------------- | -------------- | ---------- | ------------------ | ------------ | ---------- |
| Aubeville           | 150 (2013)     | –          | – Einw./km²        | 16250        | 16021      |
| Bécheresse          | 308 (2013)     | –          | – Einw./km²        | 16250        | 16036      |
| Bessac              | 120 (2013)     | –          | – Einw./km²        | 16250        | 16041      |
| Blanzac-Porcheresse | 795 (2013)     | –          | – Einw./km²        | 16250        | 16046      |
| Chadurie            | 509 (2013)     | –          | – Einw./km²        | 16250        | 16072      |
| Champagne-Vigny     | 265 (2013)     | –          | – Einw./km²        | 16250        | 16075      |
| Claix               | 998 (2013)     | –          | – Einw./km²        | 16440        | 16101      |
| Cressac-Saint-Genis | 154 (2013)     | –          | – Einw./km²        | 16250        | 16115      |
| Étriac              | 201 (2013)     | –          | – Einw./km²        | 16250        | 16133      |
| Jurignac            | 594 (2013)     | –          | – Einw./km²        | 16250        | 16175      |
| Mainfonds           | 226 (2013)     | –          | – Einw./km²        | 16250        | 16201      |
| Mouthiers-sur-Boëme | 2493 (2013)    | –          | – Einw./km²        | 16440        | 16236      |
| Péreuil             | 405 (2013)     | –          | – Einw./km²        | 16250        | 16257      |
| Pérignac            | 514 (2013)     | –          | – Einw./km²        | 16250        | 16258      |
| Plassac-Rouffiac    | 405 (2013)     | –          | – Einw./km²        | 16250        | 16263      |
| Saint-Léger         | 124 (2013)     | –          | – Einw./km²        | 16250        | 16332      |
| Voulgézac           | 262 (2013)     | –          | – Einw./km²        | 16052        | 16420      |